# فوتبال تکاملی حرفه‌ای ۲۰۱۳
فوتبال تکاملی حرفه‌ای ۲۰۱۳ (به انگلیسی: Pro Evolution Soccer 2013) بیشتر (اختصاری PES 2013) یک بازی ویدئویی به سبک ورزشی و مرتبط با ورزش فوتبال است که توسط شرکت کونامی توسعه یافته و منتشر شده‌است. این بازی در تاریخ ۲۰ سپتامبر ۲۰۱۱ در اروپا و ۲۵ سپتامبر ۲۰۱۱ در آمریکای شمالی و ۴ اکتبر ۲۰۱۲ در کشور ژاپن منتشر شد.

## لیگ‌ها
این لیگ‌ها کامل لایسنس شده‌اند:
- فرانسه: لیگ ۱
- هلند: لیگ برتر فوتبال هلند
- اسپانیا: لا لیگا
- ژاپن: جی‌لیگ (فقط در نسخهٔ ژاپنی بازی وجود دارد)

بعضی از تیم‌های معروف این لیگ‌ها لایسنس شده‌اند.
- انگلستان /  ولز: لیگ برتر انگلستان – ۱ تیم لایسنس شده‌است: منچستر یونایتد.
- ایتالیا: سری آ (لیگ ایتالیا) – تمام تیم‌های باشگاهی لایسنس شده‌اند شده‌اند، اما اسم و لوگوی لیگ لایسنس نشده.
- پرتغال: لیگ برتر پرتغال (لیگ پرتغال) – ۴ تیم لایسنس شده‌اند: بنفیکا، براگا، پورتو و اسپورتینگ لیسبون.
- برزیل: لیگ برتر فوتبال برزیل (لیگ برزیل) – تمام تیم‌های باشگاهی لایسنس شده‌اند، اما اسم و لوگوی لیگ لایسنس نشده.
- لیگ PES و دبلیو ای لیگ و دی ۲ لیگ: تمام تیم‌ها و بازیکنان این لیگ‌ها، ساختگی هستند

### قارهٔ آمریکا
| - کانادا ۳ - کاستاریکا ۳ - هندوراس ۳ - جامائیکا ۳ | - مکزیک ۳ - ترینیداد و توباگو ۳ - پاناما ۳ - ایالات متحده آمریکا ۳ |

| - آرژانتین - بولیوی - برزیل - شیلی - کلمبیا | - اکوادور ۳ - پاراگوئه ۳ - پرو - اروگوئه - ونزوئلا ۳ |

### آسیا و اقیانوسیه
| - استرالیا ۱ - چین ۳ - ایران ۳ - عراق ۳ - ژاپن ۱ - اردن ۳ | - کویت ۳ - لبنان ۲٬۳ - کرهٔ شمالی ۳ - عمان ۲٬۳ - قطر ۳ - عربستان سعودی ۳ | - کرهٔ جنوبی ۱ - تایلند ۳ - امارات متحدهٔ عربی ۳ - ازبکستان ۳ - نیوزیلند |

### اروپا
| - اتریش - بلژیک - بوسنی و هرزگوین ۳ - بلغارستان - کرواسی ۱ - چک ۱ - دانمارک - انگلستان ۱ - فنلاند - فرانسه ۱ - آلمان ۱ - یونان ۱ | - مجارستان - اسرائیل - ایتالیا ۱ - مونته‌نگرو ۳ - هلند ۳ - ایرلند شمالی ۱ - نروژ - لهستان - پرتغال ۱ - جمهوری ایرلند ۱ - رومانی - روسیه | - اسکاتلند ۱ - صربستان ۳ - اسلواکی ۳ - اسلوونی - اسپانیا ۱ - سوئد ۱ - سوئیس - ترکیه - اوکراین ۳ - ولز ۳ |

### تیم‌های کلاسیک (بازیکنان قدیمی)
| - آرژانتین ۳ - برزیل ۳ - انگلستان ۳ | - فرانسه ۳ - آلمان ۳ - ایتالیا ۳ | - هلند ۳ |

 توضیح:

۱ – تیم‌ها کامل لایسنس شده‌اند

۲ – این تیم‌ها یا برخی از بازیکنان آنهادر نسخهٔ جدید (۲۰۱۳) اضافه شده‌اند و در نسخه‌های قبلی نبوده‌اند

۳ – تیم‌ها و بازیکنان آن‌ها ساختگی و تخیلی‌اند. (اطلاعات واقعی در بازی وجود ندارد)

## مسترلیگ
یکی از بهترین بخش های فوتبال تکاملی حرفه ای ۲۰۱۳ بخش مسترلیگ است. در این بخش بازیکن میتواند سرمربی تیم محبوب خود شود و تمامی کار هایی که یک سرمربی در فوتبال انجام می دهد را انجام دهد. بازیکن میتواند بازیکن بخرد بازیکن بفروشد و تیم را برای رسیدن به قهرمانی های بزرگ هدایت کند. هنگامی که تیم سرمربی با بودجه ناچیزی در لیگ کار میکند و سرمربی بودجه خرید بازیکن را نداشته باشد میتواند از بازیکن های تیم امید جوانان و نوجوانان استفاده کند،آنهارا پرورش دهد و با فروش آنها پول خوبی بدست آورد.